# Кирхбрак
Кирхбрак (њем. Kirchbrak) општина је у њемачкој савезној држави Доња Саксонија. Једно је од 32 општинска средишта округа Холцминден. Према процјени из 2010. у општини је живјело 1.153 становника. Посједује регионалну шифру (AGS) 3255025.

## Географски и демографски подаци
Кирхбрак се налази у савезној држави Доња Саксонија у округу Холцминден. Општина се налази на надморској висини од 120 метара. Површина општине износи 18,4 km². У самом мјесту је, према процјени из 2010. године, живјело 1.153 становника. Просјечна густина становништва износи 63 становника/km².